# خانه بردباری
خانهٔ بردباری (به فرانسوی: L'Apollonide: Souvenirs de la maison close‎) فیلمی فرانسوی به کارگردانی برتران بونلو در سبک درام است که در سال ۲۰۱۱ منتشر شد. از بازیگران آن می‌توان به نوئمی لووفسکی، سلین سلت یاسمینه ترینکا، حفصیه حرزی و ادل اینل اشاره کرد. این فیلم نخستین بار در بخش رقابتی جشنواره فیلم کن ۲۰۱۱ اکران شد.